# British Home Championship 1931/32
De British Home Championship van 1931/32 was de 44e editie van de British Home Championship. Het toernooi werd gehouden van 19 september 1931 tot en met 9 april 1932. Engeland werd kampioen.

## Eindstand
| Team          | Gsp | W | G | V | DV | DT | DS | Ptn |
| ------------- | --- | - | - | - | -- | -- | -- | --- |
| Engeland      | 3   | 3 | 0 | 0 | 12 | 3  | +9 | 6   |
| Schotland     | 3   | 2 | 0 | 1 | 6  | 6  | 0  | 4   |
| Noord-Ierland | 3   | 1 | 0 | 2 | 7  | 9  | –2 | 2   |
| Wales         | 3   | 0 | 0 | 3 | 3  | 10 | –7 | 0   |

## Wedstrijden
|                                                        |                                                       |       |                 |                                                                                 |
| 19 september 1931 «onderlinge duels» 15:00 uur (UTC+1) | Schotland                                             | 3 – 1 | Noord-Ierland   | Ibrox Stadium, Glasgow Toeschouwers: 33.000 Scheidsrechter: Isaac Caswell (ENG) |
| 19 september 1931 «onderlinge duels» 15:00 uur (UTC+1) | George Stevenson 5' Jimmy McGrory 34' Bob McPhail 65' |       | 21' Jimmy Dunne | Ibrox Stadium, Glasgow Toeschouwers: 33.000 Scheidsrechter: Isaac Caswell (ENG) |

|                                                    |                                 |       |                                                                           |                                                                              |
| 17 oktober 1931 «onderlinge duels» 15:00 uur (UTC) | Noord-Ierland                   | 2 – 6 | Engeland                                                                  | Windsor Park, Belfast Toeschouwers: 40.000 Scheidsrechter: Hugh Watson (SCO) |
| 17 oktober 1931 «onderlinge duels» 15:00 uur (UTC) | Jimmy Dunne 40' Jimmy Kelly 90' |       | 10' John Smith 11', 50' Tom Waring 30' Ernest Hine 60', 85' Eric Houghton | Windsor Park, Belfast Toeschouwers: 40.000 Scheidsrechter: Hugh Watson (SCO) |

|                                                    |                                            |       |                                                         |                                                                                     |
| 31 oktober 1931 «onderlinge duels» 15:15 uur (UTC) | Wales                                      | 2 – 3 | Schotland                                               | Racecourse Ground, Wrexham Toeschouwers: 10.860 Scheidsrechter: Isaac Caswell (ENG) |
| 31 oktober 1931 «onderlinge duels» 15:15 uur (UTC) | Ernest Curtis 12' (pen.) Ernest Curtis 78' |       | 25' George Stevenson 31' Bert Thomson 54' Jimmy McGrory | Racecourse Ground, Wrexham Toeschouwers: 10.860 Scheidsrechter: Isaac Caswell (ENG) |

|                                                     |                                                 |       |                    |                                                                             |
| 18 november 1931 «onderlinge duels» 13:00 uur (UTC) | Engeland                                        | 3 – 1 | Wales              | Anfield, Liverpool Toeschouwers: 15.000 Scheidsrechter: Billy Bunnell (ENG) |
| 18 november 1931 «onderlinge duels» 13:00 uur (UTC) | John Smith 38' Sammy Crooks 50' Ernest Hine 65' |       | 30' Walter Robbins | Anfield, Liverpool Toeschouwers: 15.000 Scheidsrechter: Billy Bunnell (ENG) |

|                                                    |                                                         |       |       |                                                                              |
| 5 december 1931 «onderlinge duels» 14:30 uur (UTC) | Noord-Ierland                                           | 4 – 0 | Wales | Windsor Park, Belfast Toeschouwers: 11.000 Scheidsrechter: Percy Snape (ENG) |
| 5 december 1931 «onderlinge duels» 14:30 uur (UTC) | Willie Millar 32' Jimmy Kelly 71', 77' Joe Bambrick 81' |       |       | Windsor Park, Belfast Toeschouwers: 11.000 Scheidsrechter: Percy Snape (ENG) |

|                                                 |                                                   |       |           |                                                                                 |
| 9 april 1932 «onderlinge duels» 15:00 uur (UTC) | Engeland                                          | 3 – 0 | Schotland | Wembley Stadium, Londen Toeschouwers: 92.180 Scheidsrechter: Sam Thompson (NIR) |
| 9 april 1932 «onderlinge duels» 15:00 uur (UTC) | Tom Waring 36' Bobby Barclay 80' Sammy Crooks 88' |       |           | Wembley Stadium, Londen Toeschouwers: 92.180 Scheidsrechter: Sam Thompson (NIR) |